# پریش (آلاباما)
پریش (به انگلیسی: Parrish) شهری در شهرستان واکر ایالت آلاباما است که مساحت آن ۵٫۴۲ کیلومتر مربع است و در سرشماری سال ۲۰۱۰ میلادی، ۹۸۲ نفر جمعیت داشته و تراکم جمعیتی آن، ۱۸۱٫۱۸ نفر در هر کیلومتر مربع بوده است.